# Grażyna Barbara Szewczyk
Grażyna Barbara Szewczyk (ur. 7 grudnia 1945 w Katowicach) – germanistka, skandynawistka i polonistka, profesor nauk humanistycznych, tłumacz literatury niemieckiej, szwedzkiej i norweskiej na język polski, autorka prac naukowych i popularnonaukowych oraz książek z dziedziny literatury niemieckiej XX wieku, historii stosunków niemiecko-polskich na Śląsku oraz najnowszych dziejów literatury szwedzkiej.

## Życiorys
Jest córką Wilhelma Szewczyka. Urodziła się 7 grudnia 1945 w Katowicach. Tam też ukończyła edukację na poziomie szkoły średniej. Następnie w latach 1963–1971 studiowała filologię polską oraz filologię germańską na Uniwersytecie Jagiellońskim w Krakowie. W latach 1972–1974 przebywała na stypendium naukowym w Szwecji. Stopień naukowy doktora uzyskała w 1976, po czym związała się zawodowo z Uniwersytetem Śląskim w Katowicach i została nauczycielem akademickim. Dysertację habilitacyjną obroniła w 1985  na Uniwersytecie Wrocławskim. W 1991 została profesorem uczelnianym Uniwersytetu Śląskiego w Katowicach i od tego roku kierowała Instytutem Filologii Germańskiej, później przemianowanym na Zakład Filologii Germańskiej. Tytuł naukowy otrzymała w 2000.
Członek Komitetu Nauk o Literaturze PAN. Członek międzynarodowych i krajowych towarzystw literackich, m.in. zastępca prezesa Górnośląskiego Towarzystwa Literackiego oraz Towarzystwa Przyjaciół Łużyc, a także laureatka szwedzkiej nagrody Ingmara. Współpracuje z uczelniami w Krakowie, Opolu, Tychach i Bielsku-Białej oraz Wojewódzkim Ośrodkiem Metodycznym w Katowicach. Wykłada też na Uniwersytecie Jagiellońskim w Krakowie i na Uniwersytecie Warszawskim.
Będąc spadkobierczynią Wilhelma Szewczyka podtrzymuje kontakty z gminą Czerwionka-Leszczyny. Jest częstym gościem Zespołu Szkół im. Wilhelma Szewczyka w Czerwionce-Leszczynach oraz innych gminnych placówek oświatowych i kulturalnych. Współorganizuje i uczestniczy w sesjach popularnonaukowych i konkursach na terenie gminy i w okolicy, m.in. w Międzynarodowym Konkursie Poetyckim O Złote Cygaro Wilhelma. Od 2003 r. funduje stypendia dla jednego z uczniów liceum noszącego imię jej ojca. W 2004 otrzymała lokalną nagrodę przyznawaną przez Miasto Czerwionka-Leszczyny – „Karolinkę”, a w 2009 Nagrodę im. Karola Miarki.
Członek parafii ewangelicko-augsburskiej w Katowicach. Od 2011 jest prezesem oddziału w Katowicach Polskiego Towarzystwa Ewangelickiego.
Jest autorką następujących książek:
- August Strindberg jako prekursor ekspresjonizmu w dramacie, Katowice 1984;
- Selma Lagerlöf, Katowice 1985;
- Selma Lagerlöf. Szwedzka laureatka Nagrody Nobla, Katowice 1993;
- Luteranie w Górnośląskim Okręgu Przemysłowym: Bytom, Miechowice, Gliwice, Zabrze, Biskupice, Chorzów, Świętochłowice, Wirek, Lipiny, Katowice, Mysłowice, Szopienice, Siemianowice Śląskie, Sosnowiec (razem z Janem Szturcem), Katowice 1995;
- Niepokorna Hrabina. Literacka kariera Valeski von Bethusy-Huc, Katowice 1999.
- Historia Górnego Śląska. Polityka, gospodarka i kultura europejskiego regionu – (współautorka), Gliwice 2011

Przetłumaczyła m.in.:
- Ivar Lo-Johansson, Człowiek bez nazwiska, (razem z Ewą Teodorowicz), Poznań 1974;
- Ivar Lo-Johansson, Domokrążca, (razem z Ewą Teodorowicz), Poznań 1980;
- Eberhart Hilscher, Moi świebodzińscy krewni i polska dziewczyna: opowiadanie i wiersze = Meine Schwiebuser Verwandten und das polnische Mädchen: Erzählung und Gedichte (razem z Janem Goczołem i Włodzimierzem Zarzyckim, Świebodzin 2002.

Redaktor m.in.:
- Wilhelm Szewczyk, Lava kceje a druhe povedancka, Budziszyn 1978;
- Zapomniani: z dziejów literatury polskiej na Śląsku, (razem z Janem Malickim), Katowice 1992;
- Głosy piszących kobiet: szkice o twórczości literackiej polskich i niemieckich autorek = Stimmen schreibender Frauen, Katowice 1993;
- Postać matki w niemieckiej i polskiej literaturze XIX i XX wieku, Katowice 1995;
- Wilhelm Szewczyk, Każdy ma swój życiorys: eseje i felietony, (razem z Wojciechem Janotą), Katowice 1996;
- Wilhelm Szewczyk, Nieustraszona rozmowa z samym sobą: poezje 1937-1959, Katowice 1996;
- Erfolge und Niederlagen der Frauenfiguren in der deutschen und polnischen Literatur, Katowice 2000;
- Wilhelm Szewczyk, Wspomnienia, (razem z Wojciechem Janotą), Katowice 2001;
- Einheit versus Vielheit zum Problem der Identität in der deutschsprachigen Literatur, Katowice 2002;
- Nowoczesność i regionalizm w twórczości Augusta Scholtisa, Katowice 2004;
- Wilhelm Szewczyk, Wiwat Katowice: eseje, szkice, felietony, Katowice 2005;
- Katowice: polsko-niemiecka przestrzeń kulturowa w latach 1865-1939, Katowice 2006;
- Archetypen der Weiblichkeit im multikulturellen Vergleich: Studien zur deutschsprachigen, polnischen, russischen und schwedischen Literatur, (razem z Mirosławą Czarnecką oraz Christą Ebert) Wrocław-Dresden 2006.

Ponadto jest autorką kilkuset artykułów.